# كريستي تشونغ
كريستي تشونغ هي عارضة وصاحبة مطعم وسيدة أعمال وممثلة كندية، ولدت في 19 سبتمبر 1970 بمونتريال في كندا.

## وصلات خارجية
- كريستي تشونغ على موقع IMDb (الإنجليزية)
- كريستي تشونغ على موقع ألو سيني (الفرنسية)
- كريستي تشونغ على موقع أول موفي (الإنجليزية)
- كريستي تشونغ على موقع قاعدة بيانات الأفلام السويدية (السويدية)
- كريستي تشونغ على موقع قاعدة بيانات الفيلم (الإنجليزية)
- كريستي تشونغ على موقع كينوبويسك (الروسية)